# Calyptranthes rotundata
Calyptranthes rotundata är en myrtenväxtart som beskrevs av August Heinrich Rudolf Grisebach. Calyptranthes rotundata ingår i släktet Calyptranthes och familjen myrtenväxter. Inga underarter finns listade i Catalogue of Life.